# Theodor Lipps
Theodor Lipps (Wallhalben, 28 de julio de 1851 - Múnich, 17 de octubre de 1914) fue un filósofo y psicólogo alemán. 
Centrado en cuestiones de arte y estética, formuló en Estética (1903-1906) su teoría de la empatía estética (Einfühlung), como un proceso de afinidad entre objeto y sujeto, donde éste se reconoce a sí mismo y se solidariza con él, en un proceso que permite al sujeto hallar un conocimiento de sí mismo que hasta ese momento ignoraba. El término Einfühlung ya había sido usado por Robert Vischer en el contexto de la teoría estética.
Particularmente importante fue el término Einfühlung para la discusión sobre el problema del otro, que después cobraría gran importancia en la fenomenología. Lipps mismo criticó la teoría de la analogía como modo de explicar el problema del otro. Cuando veo el fuego y el humo en relación repetida, la presencia del humo me permite deducir la existencia de fuego. Aplicado al problema del otro, esto significa que tengo la experiencia del yo, y también la experiencia de un determinado gesto. De ahí que, cuando viera ese gesto en otro, el razonamiento por analogía me llevaría a deducir la existencia de otra subjetividad "mía", y no la existencia del otro. De ahí que la analogía no sea una buena explicación de la experiencia del otro (Psychologische Untersuchungen, vol 1, Leipzig, 1907, pp. 697-712).
Entre sus fervientes admiradores se encontraba Sigmund Freud, siendo Lipps por entonces el principal partidario de la idea del subconsciente. Pensaba que cada estado tiene su nivel de conciencia, y que el reír estaba asociado con aspectos negativos ocultos. Más adelante, Lipps adoptó algunas ideas de Edmund Husserl. Descontentos con su psicologismo, algunos de sus estudiantes se juntaron con otros de Husserl para formar una nueva rama de la filosofía llamada fenomenología de esencias.

## Obras
- Grundtatsachen des Seelenlebens, Bonn: Cohen & Sohn, 1883.
- Ästhetik. Psychologie des Schönen und der Kunst, Hamburgo/Leipzig: Voss, 1903/06.
- Leitfaden der Psychologie, Leipzig: Engelmann, 1909.
- "Zur Einfühlung." In Psychologische Untersuchungen. Vol. 2. Ed. Th. Lipps. Leipzig: Engelmann, 1913.